# 古闽人
古闽人，又称閩族、古閩族、先秦閩族，為百越之一，考古可追溯到距今5000年的新石器時代，是在约从夏商时代到战国中期这段时期内，即约公元前1000年—前2000年至公元前4世纪之中，生活于今天中国福建省及週邊地区，為福建最早的的土著之一，可能就是《周礼》中的七闽，后与越国南下的于越人融合成闽越人。

## 分布与早期情况

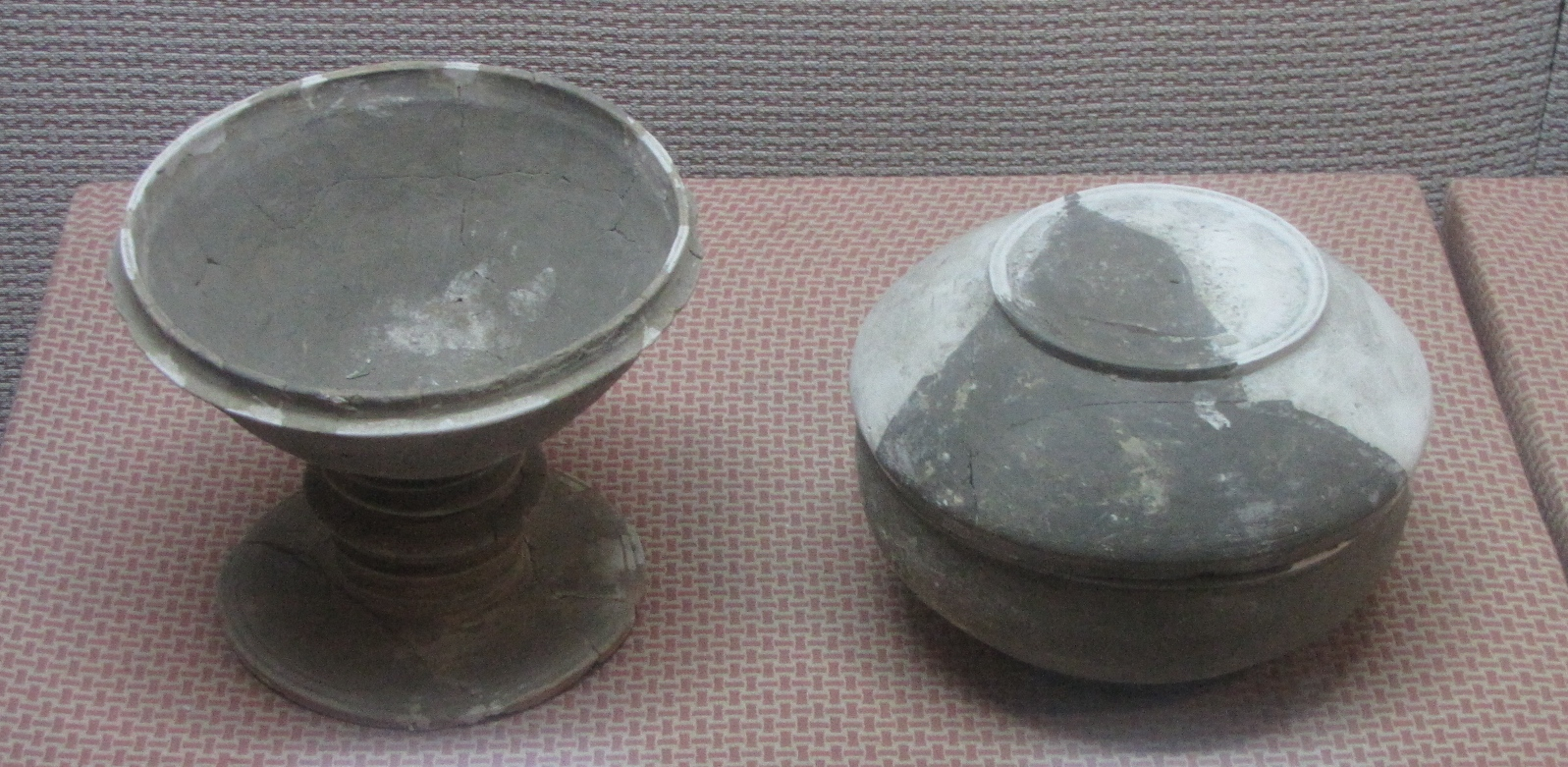
约3200年前古闽人使用的陶器，福州闽侯县黄土仑遗址出土

闽的名称最早见于《周礼》，《周礼·职方氏》中有七闽的稱呼，是“蛮”的一种。
在考古記錄上，閩族最早可追溯到距今5000年的新石器曇石山文化和黄土仑文化。南島語系人群大量下降，古北方人群成分（以黄河沿岸的山东人群为代表）影响更为广泛。鄰近越人DNA是東越，但閩越人DNA卻是西越。大约在距今3000年前的夏商时代已经进入青铜器时代，从事渔猎、原始农业，还拥有一定的陶瓷、纺织和造船技术，蛇则是他们崇拜的图腾。。活動區域分布于今日的中国东南沿海以福建为中心的区域，除了福建外，其分布区尚包括广东东部的潮州、梅州一带，浙江南部的温州、处州、台州一带。部份學者認為古閩人亦分佈在臺灣 ，甚至認為台灣原住民是其後裔，唯此說未在學界形成主流觀點。

## 文化习俗
闽族服饰有别于越人，可能为“顶髻徒跣”，但沿海的闽人可能也像越人一样“断发文身”。他们崇拜的图腾为蛇，这种崇拜被记录在从上古流传下来的神话传说中，甚至在今天福建的一些地方还有残留。在山区的古闽人还有崖葬、悬棺葬（即船棺葬）的丧葬习俗。古闽人有着比较发达的锄耕农业，但并没有发展到犁耕农业，畜牧业也不发达，社会发展较为缓慢。船只是他们重要的交通工具。而他们的居住场所经历了由半地穴式建筑到干栏式建筑的不同阶段特点。

## 与其他族群的关系
和古闽人联系比较紧密的人群是于越人，由于地理上的邻近关系，在越国的越侯允常在位的时代就有于越人到古闽人的居住地定居。传说春秋末年的越国欧冶子也到属于古闽地域的湛卢山（在今福建松溪县）和冶山（今福州市鼓楼区）铸造宝剑，福州现在仍有欧冶池的遗迹。古闽人还曾向中原的周朝进贡，进贡路线往往选择江海行船运输，其贡品既包括特产的水果，也包括沿海的水产品，但由于相距太远，周朝对闽越人并无管辖或控制的能力。到了战国时期，随着楚国势力的扩张，古闽人和楚人也有一定的交流，曾有楚国人进入古闽人的地界生活，在闽侯庄边山还出土了战国时期的楚墓。唐代贾公彦甚至认为楚人和古闽人还有源流关系。

## 与越人融合为闽越人
古闽人和于越人有着长期的交流乃至一定的融合，到了前306年，越王無彊统治的越国被楚国所灭，越国王族南逃，其中的一支进入古闽人所生活的闽地，并占据该地，大幅加速于越人和古闽人的融合，最後融合为闽越人，而入闽的越国王室第七代的无诸也于战国末年自立为闽越王。